# Port-Cros
Port-Cros (fransk:Île de Port-Cros) er en af de tre hovedøer Îles d'Hyères i i Middelhavet ud for den franske Riviera i regionen Provence-Alpes-Côte d'Azur. Øerne ligger ca. ti kilometer ud for kysten, øst for Toulon. Øen udgør kerneområdet i Parc national de Port-Cros.

## Historie
Da øen på grund af sin smukke natur, i 1920'erne var truet af intensivt hotelbebyggelse testamenterede ejerfamilien af øen til den franske stat på betingelse af at der blev oprettet en nationalpark; denne blev oprettet i 1963.
Her opholdt kunstnere som Paul Valéry og André Gide sig om sommeren. Ind til i dag er den tidligere herregård Maison d'Hélène eneste hotel på øen. Den tidligere franske præsident François Mitterrand kom ofte på øen, en gang sammen med daværende Bundeskanzler Helmut Kohl.
- Nationalpark Port-Cros
- Havnen og den tidligere fæstning på Port-Cros
- Stranden  „Plage de la Palud“  og Rascasklippen
- Rascasklippen

## Eksterne kilder og henvisninger
1. ↑  Die Geliebte im Mittelmeer Spiegel Online 1. august 2012 hentet 4. december 2014

- Wikimedia Commons har flere filer relateret til Port-Cros
- Officiel website for nationalparken Arkiveret 29. november 2014 hos  Wayback Machine